# A Traição do Padre Martinho
| A Traição do Padre Martinho | A Traição do Padre Martinho |
| Informações                 | Informações                 |
| --------------------------- | --------------------------- |
| Autor(es)                   | Bernardo Santareno          |
| Gênero teatral              | Dramático                   |
| Idioma original             | português                   |
| Editora                     | Ática                       |
| Publicação original         | 1969                        |

A Traição do Padre Martinho é uma peça de teatro dividida em dois atos, escrita por Bernardo Santareno e publicada pela primeira vez em 1969. Foi adaptada ao teatro e ao cinema.

## História
O enredo do livro é baseado no Cerco a Lourosa, que aconteceu a 14 de outubro de 1964 na aldeia de  Lourosa. A igreja pretendia transferir o Padre Damião, mas o povo mostrou-se contra, especialmente as mulheres da terra, que montaram um sistema de vigias em frente à Igreja. A mando de Salazar, centenas de militares da GNR armados, impuseram um cerco à aldeia, mataram duas jovens e feriram várias pessoas. No livro A Traição do Padre Martinho, o autor mudou os nomes de alguns personagens  e a localização, mas o enredo mantém-se sobre o Cerco de 1964.  

## Enredo
O enredo centra-se no Padre Martinho e nos seus diálogos interiores. Na década de 1960, o  Padre Martinho era  pároco do Cortiçal, onde era adorado pela população, pela sua disponibilidade para com os paroquianos em tudo aquilo que pudesse, incluindo questões profissionais. O padre vê como sua missão ajudar as pessoas da aldeia, impedindo-as de serem exploradas e apoiando-as na reivindicação dos seus direitos. Isto leva a algumas greves  e paralisações na fábrica da aldeia, o que descontenta o engenheiro, o dono da única fábrica do Cortiçal. O envolvimento do Padre Martinho na origem das greves é discutido entre o lavrador, o engenheiro e o vigário, que acreditam que o padre poderá fazer parte dos movimentos comunistas da época, assim decidem apresentar queixa ao bispo. O bispo decide mudar o sacerdote  de paróquia. Ao saber desta notícia, a população revolta-se recusando a saída do Padre Martinho. A população junta-se e decide montar um sistema de guarda em frente à casa do Padre, não permitindo a sua saída. O conflito evoluiu para entre o povo do Cortiçal e as forças da autoridade que tinham sido chamadas para retirar o padre da aldeia e acabar com a resistência da população. A este ponto o próprio padre já não é ouvido por ninguém. A escalada do conflito é iminente e acaba por acontecer quando a GNR dispara sobre a população, causando vários feridos e duas mortes. No final, devido ao sucedido, o padre Martinho renuncia ao sacerdócio pois sente que não  consegue continuar a seguir esse caminho.

## Personagens
| - Padre Martinho - Rosa - Maria Parda - Albino |  | - Tia Anica - Maria Besouro - Vigário - Lavrador |  | - Engenheiro - Bispo |

## Adaptações
A realização da peça foi proibida pela censura em Portugal, presumivelmente devido aos temas principais do livro constituírem uma oposição direta ao regime ditatorial da época.
A peça foi encenada pela primeira vez, em 1970, em Cuba. Foi para lá levada pelo encenador português Rogério Paulo, que a apresentou à companhia de teatro Rita Montaner e a peça estreou pela primeira vez, a 21 de novembro de 1970, na cidade de Havana. Esta foi a primeira estreia conhecida de uma peça portuguesa em Cuba.
Em Portugal, a peça estreou pela primeira vez em setembro de 1974, pela Companhia Rafael de Oliveira. Em 1976, o livro foi adaptado para um telefilme. Em 2022, estreou outra adaptação ao cinema Contado por mulheres- A traição do Padre Martinho, realizado por Ana Cunha, produzido pela Ukbar Filmes  e distribuído pela RTP. 
  